# غرغ أباد (علي أباد كرمان)
غرغ أباد (بالفارسية: گرگ‌آباد) هي قرية تقع في إيران في Aliabad Rural District. يقدر عدد سكانها بـ 69 نسمة .